# عزلة ربع البوني (حجة)

تعديل مصدري - تعديل

عزلة ربع البوني هي إحدى عزل مديرية بني قيس الطور في محافظة حجة اليمنية ويبلغ تعداد سكانها 19145 نسمة حسب التعداد السكاني في اليمن لعام 2004.

## روابط خارجية
- الجهاز المركزي للإحصاء بالجمهورية اليمنية
- المركز الوطني للمعلومات باليمن
- World Gazetteer:Yemen
- الدليل الشامل